# Wonder (album)
Pour les articles homonymes, voir Wonder.
Albums de Elliott Murphy
The Middle Kingdom
(2020)
Wonder est le quarantième album d'Elliott Murphy. Paru en 2022, l'album a été réalisé par le fils de l'artiste, Gaspard Murphy et enregistré aux studios Question de Son et au Studio des Murmures, à Paris. Il a paru sous le label Murphyland Records, créé par l'artiste lui-même.

## Titre
En anglais, le nom wonder signifie « merveille » ou « miracle », et le verbe to wonder « se demander », « s'étonner ». L'artiste explique lui-même le titre de l'album dans les crédits, qu'il lit à voix haute à la fin de la dernière piste comme un générique de fin : « Why WONDER? Because every day I am in wonder of where I’ve been, where I am now and where I am going next (Pourquoi WONDER ? Parce que je tous les jours je me demande où j'ai été, où je suis maintenant et où je vais ensuite). » 

## Liste des pistes
| No  | Titre                   | Auteur                          | Durée |
| --- | ----------------------- | ------------------------------- | ----- |
| 1.  | Hope [In Your Eyes]     | Elliott Murphy                  | 4:29  |
| 2.  | Sunlight Keeps Falling  | Elliott Murphy / Olivier Durand | 4:03  |
| 3.  | Bystanders              | Elliott Murphy / Olivier Durand | 3:49  |
| 4.  | That’s The Scene        | Elliott Murphy                  | 3:58  |
| 5.  | Children Of Children    | Elliott Murphy                  | 3:31  |
| 6.  | Raindrops               | Elliott Murphy                  | 3:44  |
| 7.  | Something Consequential | Elliott Murphy / Olivier Durand | 4:07  |
| 8.  | Lack Of Perspective     | Elliott Murphy                  | 3:54  |
| 9.  | Lonely                  | Elliott Murphy                  | 3:26  |
| 10. | Hailstones              | Elliott Murphy                  | 3:15  |
| 11. | Lonely King             | Elliott Murphy                  | 3:50  |
| 12. | I Know There’s A Place  | Elliott Murphy                  | 4:34  |